# La Sirène (película de 1904)
La Sirena (La Sirène) es una película muda de la productora francesa Star Film del año 1904, dirigida por Georges Méliès. Fue vendida por la Star Film de Méliès y numerada 593–595 en sus catálogos.

## Sinopsis
Un hombre entrena a los peces para que salten de su sombrero lleno de agua a un acuario y luego saca conejos. El acuario finalmente crece, para dejar aparecer en el fondo una sirena, que termina levitando. La sirena se convierte entonces en una mujer normal, el hombre hace aparecer una cama adornada y luego se transforma en Neptuno, sentado en un trono.